# Giubileo d'argento di Giorgio V del Regno Unito
Il giubileo d'argento di Giorgio V (Silver Jubilee of George V), che fu celebrato il 6 maggio 1935, segnò i 25 anni di regno del sovrano come Re del Regno Unito e dei Domini britannici ed Imperatore dell'India. Il Giubileo fu caratterizzato da numerosi eventi organizzati su larga scala e in modo trionfale per tutta Londra e nel resto del Regno Unito, nel 1935. Il re poi morì meno di un anno dopo.

## Celebrazione
Il 6 maggio 1935 Giorgio V e la regina Mary si sono recati da Buckingham Palace fino alla Cattedrale di St. Paul, in carrozza a bordo del 1902 State Landau; arrivati alla Cattedrale hanno assistito insieme alla famiglia reale ed agli altri ospiti, ad una funzione nazionale per il Giubileo d'argento del sovrano. Ritornata a palazzo, la famiglia reale ha salutato la folla dal famoso balcone. Presenti per i festeggiamenti a St. Paul, oltre ai sovrani, la regina Maud di Norvegia, sorella di re Giorgio, il principe Edoardo del Galles, il duca Alberto e la duchessa Elizabeth di York assieme alle figlie Elisabetta e Margaret, la principessa Mary, il marito Henry conte di Harewood, il duca Giorgio e la duchessa Marina di Kent e il duca Henry di Gloucester.
Il giorno del giubileo fu dichiarato giorno festivo e le celebrazioni si svolsero in tutto il Regno Unito con feste, spettacoli ed eventi sportivi. Alle 8 di sera fu trasmesso il discorso del Re in occasione del suo giubileo, durante il quale ha reso grazie "a nome suo e della regina Maria, dal profondo del cuore, al suo caro popolo, per le commemorazioni giubilari. Per il resto del mese, il re continuò a compiere viaggi ed itinerari attraverso la capitale inglese, in carrozza; inoltre visitò anche il Nord di Londra, in occasione del compleanno della Regina, una volta accompagnato anche dalle nipoti Elisabetta e Margaret di York.

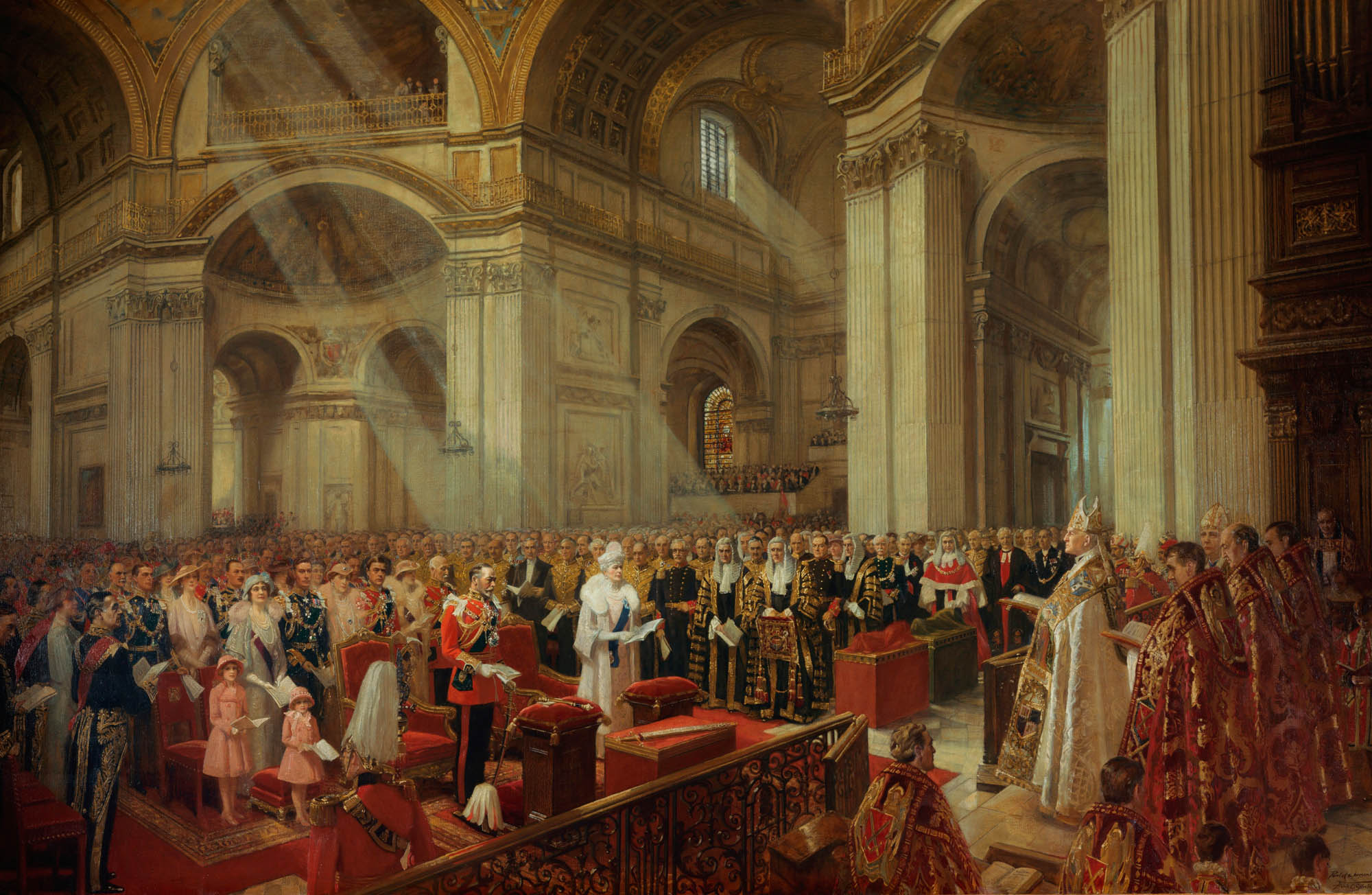
Dipinto che mostra la funzione per il giubileo d'argento: in prima fila Giorgio V e la regina Maria, in seconda fila le principessine di York, il duca e la duchessa di York, la regina Maud di Norvegia, il Principe del Galles, dietro invece Giorgio e Marina di Kent ed il Duca di Gloucester.

Sempre per il giubileo è stato indetto un ballo per duemila ospiti a Buckingham Palace, una mostra sull'Impero, l'ordinaria apertura del Parlamento ed un ricevimento dal Lord Mayor, il sindaco, di Londra in onore del Re e della Regina, al quale hanno partecipato anche il Principe di Galles e il Duca e la Duchessa di York. Inoltre il re ricevette numerosi telegrammi da tutto l'impero e da tutto il mondo, con calorosi auguri, sia dai leader mondiali che dai suoi sudditi. Grazie alle celebrazioni per il giubileo d'argento, il popolo mostrò il suo affetto e devozione al suo re, il quale infatti era molto popolare in Gran Bretagna ed Impero.

## Commemorazioni
Per commemorare i suoi 25 anni di regno, re Giorgio istituì la "Medaglia d'argento del giubileo", che è stata assegnata ai membri della famiglia reale ed agli ufficiali di stati, funzionari e servitori della casa reale, ministri, funzionari governativi, sindaci, funzionari pubblici, funzionari del governo locale, membri della Royal Navy, la marina inglese, dell'esercito, dell'aeronautica e della polizia di Gran Bretagna, delle colonie e domini.
Sempre per il giubileo d'argento furono elaborati numerosi e diversi souvenir. Ogni bambino nato nel giorno del giubileo, quindi 6 maggio 1935, ha ricevuto una speciale coppa commemorativa d'argento. Una moneta con corona d'argento fu anche emessa dalla Royal Mint per celebrare l'evento. Furono poi emessi dei francobolli nel Regno Unito e nei domini (Australia, Canada, India, Nuova Zelanda e Sud Africa)
La Banca di Canada sempre per il giubileo di Giorgio V, emanò una banconota da 25 $, l'unica banconota da 25 dollari mai emessa dalla Banca.

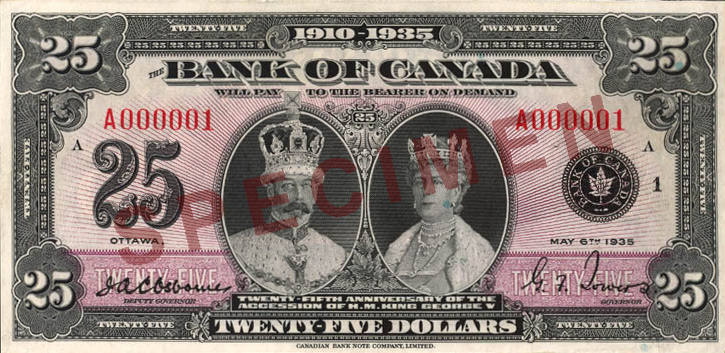
La banconota da 25$ emanata dalla Banca di Canada per l'evento.

Nello Strathcona Provincial Park sull'isola di Vancouver nella Columbia Britannica, in Canada, una montagna fu battezzata "Mount George V". Mentre nella Malesia britannica nella città di Sungai Petani, una torre dell'orologio di 12,1 metri fu costruita sulla strada principale, la "Jalan Ibrahim" nel 1936 e fu un regalo di Lim Lean Teng a re Giorgio V e alla regina Maria. Il Jubilee Pool è un lido all'aperto sul mare che fu costruito a Penzance, in Cornovaglia, sempre per commemorare il giubileo e sempre per questo fu creata la prima versione del "Pollo Jubilee", basata su pollo condito con maionese e polvere di curry.